# ADS 16402
ADS 16402는 두 개의 태양 비슷한 항성으로 구성된 쌍성계이다. 두 별은 서로 1,500 천문단위 떨어져 있다. 항성계의 나이는 36억 살 정도이다. 구성원 중 하나인 ADS 16402 B 또는 HAT-P-1은 대기가 열 때문에 부풀어 있는 외계 행성 HAT-P-1b를 거느리고 있다.

## 같이 보기
- HATNet 프로젝트

## 참고 문헌
- exoplanet.eu Star : HAT-P-1
- simbad Object query : ADS 16402 B